# مغامرات س
مغامرات س هي سلسلة روايات من إنتاج المؤسسة العربية الحديثة وتتحدث عن مغامرات شيقة ومثيرة .

## مقدمة عن السلسلة
مرحبا بكم في عالمي الصغير، عالم نسرين الجبالي الصغير وبطلها الغامض الذي لا يعرفه أحد .. مرحبا بكم في عالمي بكل ما فيه من من عقل وجنون وتناغم وتناقضات وأحلام وكوابيس وممكن ومستحيل .. مرحبا بكم في عالم الصحفيه المشاغبة المتهورة التي لا يهدأ لها بال الا بإثارة أكبر قدر ممكن من المشاكل، والتي ما زالت تدرس هوايتها في كلية ( الإعلام ) دون أن تنهي سنتها النهائيه حتي الآن .. مرحبا بكم في عالمي حيث أبي الدكتور فاروق الجبالي صاحب المبضع الجراحي الأشهر في تخصص المخ والأعصاب، وحيث خطيبي المغلوب علي أمره الرائد (هشام القاضي ) الذي يعمل في المباث الجنائيه، والذي لولا طيبته الفطريه وحبه الجارف لي لما قدمته ها هنا على أنه خطيبي، أو ربما حمل التقديم ذلك التعقيب المؤسف ( سابقا ) وهو حق مكتسب لأي رجل له خطيبة مثلي، بكل ما أمتلك من مزايا .. و مزايا

## أعداد السلسلة
1. فتاة حالمة
2. الموت مرة آخرى
3. الخط الأحمر
4. نقطة الصفر
5. إنهم قادمون
6. سيناريو
7. ممنوع الاقتراب
8. حسناء بروكلين
9. البصمة